# Сеген Сергій Григорович
Сергій Григорович Сеген (10 жовтня 1911, село Шпендівка, тепер Обухівського району Київської області — ?) — радянський комсомольський діяч, секретар ЦК ЛКСМУ.

## Життєпис
Член ВКП(б).
До 1939 року — інструктор ЦК ЛКСМУ. З 20 травня 1939 року — завідувач відділу студентської молоді ЦК ЛКСМУ. На початку 1940-х років — заступник завідувача відділу пропаганди і агітації ЦК ЛКСМУ.
У 1940—1941 роках — відповідальний редактор республіканської комсомольської газети «Сталинское племя».
Учасник німецько-радянської війни, був у складі оперативної групи при Військовій раді Південно-Західного фронту. Брав участь в організації радянського партизанського руху в період окупації українських земель німецькими військами в 1942—1943 роках, перебував у партизанських загонах.
У січні 1944 — грудні 1946 року — секретар ЦК ЛКСМУ із пропаганди та агітації.
У січні 1947 — січні 1948 року — помічник секретаря ЦК КП(б)У Дем'яна Коротченка.
У січні 1948 — після 1959 року — радник, помічник голів Ради міністрів Української РСР Дем'яна Коротченка і Никифора Кальченка.
Подальша доля невідома.

## Звання
- молодший лейтенант

## Нагороди
- орден Вітчизняної війни І ст. (2.05.1945)
- два ордени Трудового Червоного Прапора (23.01.1948, 26.02.1958)
- орден Червоної Зірки (5.01.1944)
- медаль «Партизанові Вітчизняної війни» 1-го ст.
- медаль «За перемогу над Німеччиною у Великій Вітчизняній війні 1941—1945 рр.» (1945)
- медалі